# アンドリュー・アレン
アンドリュー・アレン(Andrew Michael "Andy" Allen、1955年8月4日 - )は、アメリカ合衆国の宇宙飛行士、海兵隊航空団の中佐である。1987年にアメリカ航空宇宙局(NASA)に加わる前は、テストパイロットを務めていた。1997年に引退する前に、3度の宇宙飛行を行った。

## 生い立ち
1955年8月4日にペンシルベニア州リッチボロで生まれ、リッチボロ中学校を卒業後、1973年にArchbishop Wood Catholic高校を卒業した。2003年、学校新聞The Viking Voiceから、アレン自身とNASAの歴史や当時起こったコロンビア号空中分解事故を受けたNASAの将来について、インタビューを受けた。その後、1977年にビラノバ大学で機械工学の学士号を得た。2004年には、フロリダ大学で経営学修士を取得した。

## 軍でのキャリア
1977年にビラノバ大学でアメリカ海兵隊に任命された。ビラノバ大学では、タウ・カッパ・イプシロン・フラタニティに所属した。飛行学校を卒業すると、1980年から1983年まで、サウスカロライナ州のビューフォート海兵隊航空基地のVMFA-312飛行隊でF-4に乗った。
彼はF/A-18の艦隊導入のために海兵隊本部に選ばれ、1983年から1986年までカリフォルニア州エルトロ海兵隊航空基地のVMFA-531飛行隊に配属された。VMFA-531飛行隊での任務を行うとともに、Marine Weapons & Tactics Instructor Courseとアメリカ海軍戦闘機兵器学校（トップガン）にも通い、卒業した。1987年、メリーランド州パタクセント・リバー海軍航空基地にある海軍テストパイロット学校を卒業し、宇宙飛行士プログラムへの応募について助言を受けた際、彼は指導中のテストパイロットであった。30の異なる機体で、6000時間以上の飛行経験を持つ。

## NASAでのキャリア
1987年6月にNASAに選ばれ、1988年8月に宇宙飛行士となった。スペースシャトルの前輪ステアリングやブレーキ、タイヤ、パラシュートの改良を含む着陸及び減速用ハードウェアや着陸地に関する全てに対し、宇宙飛行士室を代表した他、Shuttle Avionics Integration Laboratory (SAIL)に所属して、スペースシャトルの飛行制御ソフトウェアやアビオニクスプログラムの監督、点検、確認を行った。また、ケネディ宇宙センターでスペースシャトルの試験、点検、準備を監督する宇宙飛行士支援チームを率い、ジョンソン宇宙センターの所長の特別補佐官を務め、また予算削減幅の最大化を可能とするためスペースシャトルの安全を維持しながらの作業量の最小化を見積もった。NASA本部では、国際宇宙ステーションの要求、政治、またアメリカ合衆国議会や外国、産業界等外部とのコミュニケーションを担当した。1992年のSTS-46、1994年のSTS-62、1996年のSTS-75と3度の宇宙飛行を経験し、900時間以上を宇宙で過ごした。
1997年10月に海兵隊を引退し、NASAを去った。それ以来、FIRST(For Inspiration and Recognition of Science and Technology)財団の理事長、ユナイテッド・スペース・アライアンスのアソシエートプログラムマネージャー等を含む産業界の要職を占め、現在はヤコブ・テクノロジーの副社長を務めている。

### 宇宙飛行経験

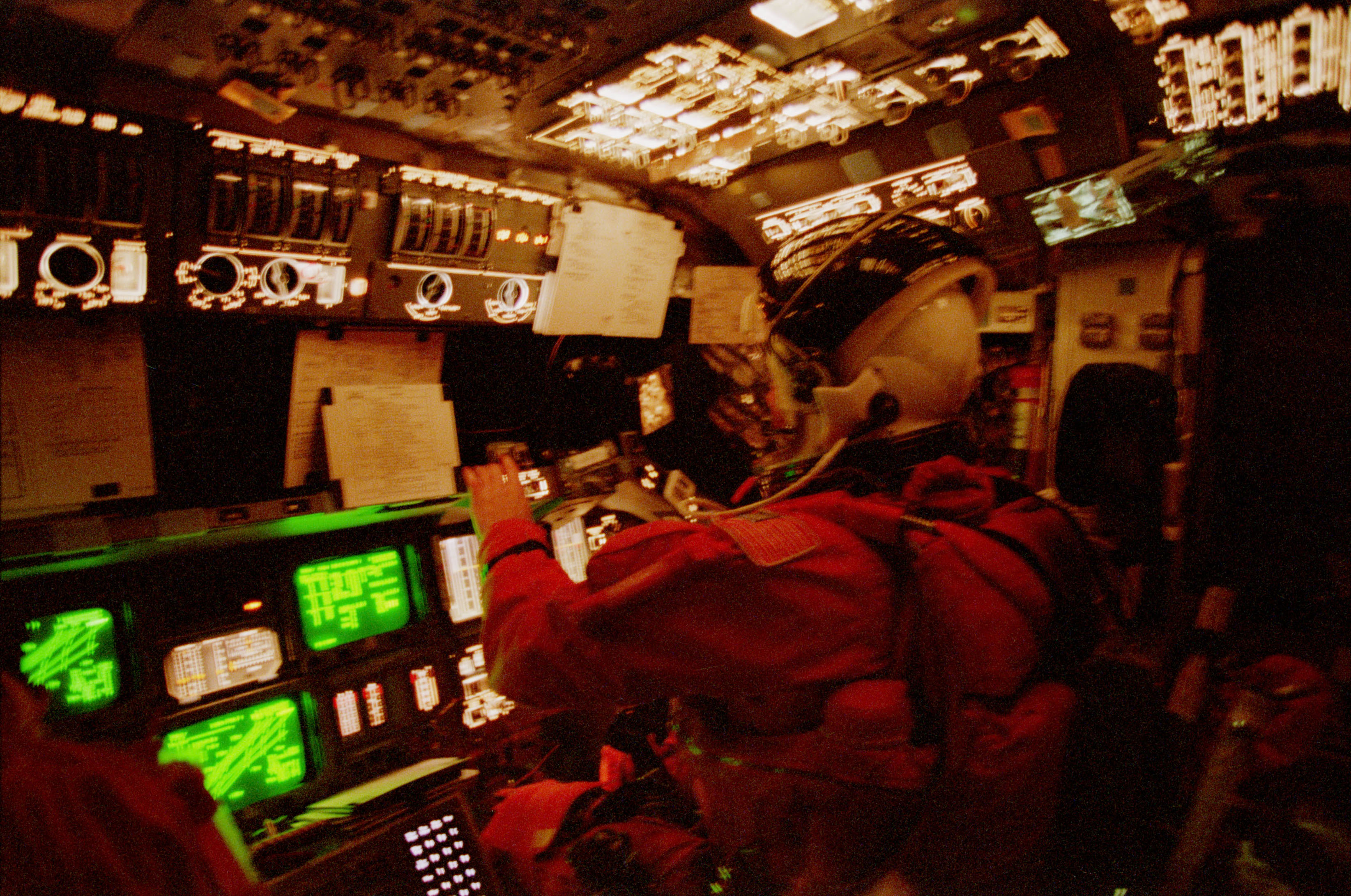
STS-62でコロンビアのフライトデッキにいるアレン

STS-46は、スペースシャトル・アトランティスによる8日間のミッションで、欧州宇宙機関のEURECAの展開と、NASAと
イタリア宇宙機関の共同プロジェクトであるテザー推進の実証が目的であった。1992年7月31日に打ち上げられ、8月8日にケネディ宇宙センターに着陸した。191.3時間で330万マイル飛行し、地球を126周した。
STS-62は、スペースシャトル・コロンビアによる14日間のミッションで、5人の乗組員が材料科学、生物工学、先端技術、環境モニタリング等の幅広い実験を行った。主要ペイロードは、United States Microgravity Payload 2 (USMP-2)とOffice of Aeronautics and Space Technology 2 (OAST-2)であった。1994年3月4日に打ち上げられ、3月18日にケネディ宇宙センターに着陸した。335.3時間で580万マイル飛行し、地球を224周した。
STS-75は、スペースシャトル・コロンビアによる16日間のミッションで、テザー推進実験の再実施とUSMP-3の3度目の飛行が行われた。テザー推進実験は成功し、テザーの発電能力が実証され、20.7㎞先のゴールのすぐ手前、19.7kmでテザーが破壊されるまでに、テザーの電気力学とプラズマ物理学に関する多くの新情報が得られた。また乗組員は、医薬品、合金、半導体等の生産を改善するために使用されるUSMP-3に関連する研究と燃焼実験を24時間体制で実施した。1996年2月22日に打ち上げられ、3月9日に着陸した。377時間40分で650万マイル飛行し、地球を252周した。

## 名誉等
- ディフェンス・スーピアリアサービスメダル
- レジオン・オブ・メリット]
- 殊勲飛行十字章
- w:Defense Meritorious Service Medal
- エア・メダル
- w:NASA Outstanding Leadership Medal
- w:NASA Exceptional Service Medal
- w:NASA Space Flight Medal
- 公共事業学名誉博士号：バックス・カウンティ・コミュニティ・カレッジ（1993年）
- 工学名誉博士号：ビラノバ大学（1997年）
- 理学名誉博士号：ダニエル・ウェブスター・カレッジ（1998年）